# São João de Meriti
São João de Meriti je grad u Brazil. Nalazi se u saveznoj državi Rio de Janeiro. 

## Stanovništvo
Prema procjeni iz 2007. u gradu je živjelo 464.282 stanovnika.
| 1991.   | 2000.   |
| ------- | ------- |
| 425.772 | 449.476 |

## Vanjske poveznice
- Službena stranica  Arhivirana inačica izvorne stranice od 20. ožujka 2020. (Wayback Machine)
- Povijest grada São João de Meriti  Arhivirana inačica izvorne stranice od 21. kolovoza 2010. (Wayback Machine)